# Calcio ai X Giochi del Mediterraneo
Il torneo di calcio ai X Giochi del Mediterraneo si è svolto dal 15 settembre al 29 settembre 1987.

## Fase a gironi

### Gruppo A
| Gruppo A | Gruppo A | Gruppo A | Gruppo A | Gruppo A | Gruppo A | Gruppo A | Gruppo A | Gruppo A |
| Squadra  | G        | V        | N        | P        | F        | S        | DR       | PT       |
| -------- | -------- | -------- | -------- | -------- | -------- | -------- | -------- | -------- |
| Francia  | 3        | 2        | 1        | 0        | 5        | 0        | +5       | 5        |
| Grecia   | 3        | 2        | 0        | 1        | 2        | 1        | +1       | 4        |
| Marocco  | 3        | 1        | 1        | 1        | 2        | 2        | 0        | 3        |
| Algeria  | 3        | 0        | 0        | 3        | 1        | 7        | -6       | 0        |

| Laodicea 15 settembre 1987 | Marocco | 0 – 1 | Grecia |  |

| Laodicea 15 settembre 1987 | Algeria | 0 – 4 | Francia |  |

| Laodicea 17 settembre 1987 | Marocco | 0 – 0 | Francia |  |

| Laodicea 17 settembre 1987 | Grecia | 1 – 0 | Algeria |  |

| Laodicea 19 settembre 1987 | Francia | 1 – 0 | Grecia |  |

| Laodicea 19 settembre 1987 | Marocco | 2 – 1 | Algeria |  |

### Gruppo B
| Gruppo B   | Gruppo B | Gruppo B | Gruppo B | Gruppo B | Gruppo B | Gruppo B | Gruppo B | Gruppo B |
| Squadra    | G        | V        | N        | P        | F        | S        | DR       | PT       |
| ---------- | -------- | -------- | -------- | -------- | -------- | -------- | -------- | -------- |
| Siria      | 3        | 3        | 0        | 0        | 10       | 1        | +9       | 6        |
| Turchia    | 3        | 2        | 0        | 1        | 5        | 1        | +4       | 4        |
| Libano     | 3        | 0        | 1        | 2        | 1        | 7        | -6       | 1        |
| San Marino | 3        | 0        | 1        | 2        | 0        | 7        | -7       | 1        |

| Laodicea 16 settembre 1987 | San Marino | 0 – 0 | Libano |  |

| Laodicea 16 settembre 1987 | Siria | 1 – 0 | Turchia |  |

| Laodicea 18 settembre 1987 | Turchia | 1 – 0 | Libano |  |

| Laodicea 18 settembre 1987 | Siria | 3 – 0 | San Marino |  |

| Laodicea 20 settembre 1987 | Turchia | 4 – 0 | San Marino |  |

| Laodicea 20 settembre 1987 | Siria | 6 – 1 | Libano |  |

## Fase a eliminazione diretta
|  | Semifinali | Semifinali | Semifinali |         |       | Finale          | Finale          | Finale          |  |
|  |            |            |            |         |       |                 |                 |                 |  |
|  | Siria      | Siria      | 1 (3)      |         |       |                 |                 |                 |  |
|  | Siria      | Siria      | 1 (3)      |         |       |                 |                 |                 |  |
|  | Grecia     | Grecia     | 1 (2)      |         |       |                 |                 |                 |  |
|  | Grecia     | Grecia     | 1 (2)      |         | Siria | Siria           | 2               |                 |  |
|  |            |            |            |         | Siria | Siria           | 2               |                 |  |
|  |            |            | Francia    | Francia | 1     |                 |                 |                 |  |
|  | Francia    | Francia    | Francia    | Francia | 1     | 1               |                 |                 |  |
|  | Francia    | Francia    |            |         |       | 1               |                 |                 |  |
|  | Turchia    | Turchia    | 0          |         |       | Finale 3º posto | Finale 3º posto | Finale 3º posto |  |
|  | Turchia    | Turchia    | 0          |         |       |                 |                 |                 |  |
|  |            |            |            |         |       |                 |                 |                 |  |
|  |            |            |            |         |       | Turchia         | Turchia         | 1               |  |
|  |            |            |            |         |       | Turchia         | Turchia         | 1               |  |
|  |            |            |            |         |       | Grecia          | Grecia          | 0               |  |

### Semifinali
| Laodicea 22 settembre 1987                   | Siria                | 1 – 1 | Grecia |  |
| \| \| \| \| \| \| Tiri di rigore 3 – 2 \| \| |                      |       |        |  |
|                                              |                      |       |        |  |
|                                              | Tiri di rigore 3 – 2 |       |        |  |

| Laodicea 23 settembre 1987 | Francia | 1 – 0 | Turchia |  |

### Finale 3/4º posto
| Laodicea 24 settembre 1987                         | Turchia   | 1 – 0 | Grecia |  |
| \| \| \| \| \| Orhan Görsen 94’ \| Marcatori \| \| |           |       |        |  |
|                                                    |           |       |        |  |
| Orhan Görsen 94’                                   | Marcatori |       |        |  |

### Finale
| Laodicea 25 settembre 1987                                            | Siria     | 2 – 1      | Francia |  |
| \| \| \| \| \| Mahrouse 37’ Abousel 85’ \| Marcatori \| 44’ Prieur \| |           |            |         |  |
|                                                                       |           |            |         |  |
| Mahrouse 37’ Abousel 85’                                              | Marcatori | 44’ Prieur |         |  |

## Medagliere
| Posizione | Paese   |
| --------- | ------- |
|           | Siria   |
|           | Francia |
|           | Turchia |
| 4         | Grecia  |